# Canton de Cubjac
Le canton de Cubjac est un ancien canton français du département de la Dordogne. Il faisait partie du district d'Excideuil et avait pour chef-lieu Cubjac.

## Historique
Le canton de Cubjac est l'un des cantons de la Dordogne créés en 1790, en même temps que les autres cantons français. Il est rattaché au district d'Excideuil jusqu'en 1795, date de suppression des districts.
Lorsque ce canton est supprimé par la loi du 8 pluviôse an IX (28 janvier 1801)  portant sur la « réduction du nombre de justices de paix », ses communes sont alors réparties sur trois cantons dépendant de l'arrondissement de Périgueux :
- canton de Hautefort (Saint-Pardoux-d'Ans),
- canton de Savignac-les-Églises (Cubjac et Saint-Pantaly-d'Ans),
- canton de Thenon (La Boissière-d'Ans, Brouchaud et Montagnac-d'Auberoche).

## Composition
- Brouchaud[2]
- Cubjac[1]
- Laboissiere[3]
- Montagnac[4]
- Saint-Pantaly-d'Ans[5]
- Saint Pardoux d'Ans[6]